# Gilbert Aubry
Pour les articles homonymes, voir Aubry.
Guillaume Marie-Jean Gilbert Aubry, dit Gilbert Aubry, né le 10 mai 1942 à Saint-Louis de La Réunion, est un ecclésiastique catholique français. Il est évêque de La Réunion de 1975 à 2023, et l'un des poètes et chanteurs[réf. nécessaire] de cette île du sud-ouest de l'océan Indien.
Il était le plus jeune évêque de France à sa nomination en 1976 et est aussi le premier évêque réunionnais issu du clergé local.
Son mandat est marqué par deux affaires de pédophilie impliquant des prêtres de son diocèse, au cours desquelles il est amené à témoigner.
Sa poésie est marquée par une réflexion sur l'émigration réunionnaise en France métropolitaine[réf. nécessaire].

## Biographie

### Formation
Après être entré au séminaire de La Croix-Valmer, il a poursuivi sa formation à l'Université pontificale grégorienne où il a obtenu une licence en philosophie et une autre en théologie.

### Principaux ministères
Ordonné prêtre le 23 août 1970, il a exercé son ministère sacerdotal comme aumônier d'étudiants et de mouvements.
Il a par ailleurs été animateur de l'Association réunionnaise d'éducation populaire et journaliste à Croix-Sud[Quand ?].
Nommé évêque du diocèse de Saint-Denis de La Réunion le 20 novembre 1975, il a été consacré le 2 mai 1976.
Il préside la Conférence épiscopale de l'Océan indien, succédant à Maurice Piat, évêque du diocèse de Port Louis.
Il est par ailleurs membre de la Commission pontificale pour la conservation du patrimoine artistique et historique de l’Église au Vatican.
Bien qu'ayant présenté sa démission en 2017 pour raison d'âge, elle n'est acceptée que le 19 juillet 2023 par le pape François. Il nomme le même jour son successeur Pascal Chane-Teng.

### Affaires de pédophilie

#### Affaire Michel Tual
En décembre 2009, il est entendu en tant que simple témoin par le juge d'instruction Jean-Pierre Niel chargé du dossier, de Michel Tual, prêtre pédophile qui sera condamné à 5 ans de prison le 23 janvier 2013. À la suite de cette audition, l'évêché s'est constitué partie civile dans cette affaire.

#### Affaire Jacky Hoarau
En avril 2012, l'ancien curé de Sainte-Marie, Jacky Hoarau, est condamné à huit ans de prison pour viols et agressions sexuelles sur un enfant de chœur de 14 ans, de mai 2007 à juin 2008. Il était atteint du SIDA au moment des faits. Entendu lors de l'enquête et au procès, Gilbert Aubry, son supérieur à l'époque, reconnait qu'il savait que le prêtre était séropositif et homosexuel.
En avril 2022, Fabrice Ibrahim, un prêtre de la Plaine-des-Palmistes, est reconnu coupable de viols et agressions sexuels sur une paroissienne et son fils âgé de 14 ans. Il est condamné à douze ans de réclusion criminelle. Lors du procès, il relève avoir eu des relations avec Jacky Hoarau.

## Prises de position

### Droit à la vie
En 2008, il soutient la 4e édition de la Marche pour la vie, manifestation parisienne pour la "défense de la vie" et contre l'avortement. Il écrit ainsi que "la vie humaine est une vie humaine dès le premier instant de la conception dans le sein maternel. C’est toute la personne humaine qui est déjà dans la première cellule, dans l’embryon puis le fœtus. Cet être humain sans défense a le droit de mûrir, de naître et de vivre." 
Il ajoute en outre qu'"il y a un droit des femmes en détresse à être soutenues et aidées pour échapper aux contraintes qui peuvent les conduire à ne voir d’autre issue à leur situation que l’avortement. L’avortement est toujours un drame pour la femme concernée, pour l’être humain détruit, pour la société."

### Euthanasie
En mars 2008, Gilbert Aubry réagit à la demande de légalisation de l'euthanasie formulée par Chantal Sébire. Il déclare à un journal réunionnais que "la plus grande aide que l’on puisse apporter n’est pas de faire mourir, mais d’aider humainement et spirituellement à mourir en paix avec soi-même, avec les autres et avec Dieu".

Il affirme en outre que "la souffrance la plus grande est généralement l’abandon affectif des siens, ce qui rend la souffrance physique terrible et enlève l’envie de vivre".

## Discographie
- Créolie : une âme pour mon île, Auvidis, 1979.

## Distinctions
- Commandeur de la Légion d'honneur, 2020[1]
- Commandeur de l'ordre des Arts et des Lettres, 2012